# طواف إيطاليا 1924
طواف إيطاليا 1924 هو سباق دراجات هوائية أقيم في إيطاليا بتاريخ 10 مايو - 1 يونيو، تكون السباق من 12 مرحلة وامتدّ لمسافة 3613 كم بسرعة 25.14 كم/س، استغرق السباق 143 ساعة 43 دقيقة 37 ثانية. فاز به الإيطالي جوزيبي إنريسي.